# 王国华 (报刊活动家)
王国华（1944年2月—），男，汉族，山东昌乐人，中华人民共和国报刊活动家、政治人物，香港大公报社社长，第八、九、十、十一届全国政协委员。

## 生平
2008年，当选第十一届全国政协委员，代表特邀香港人士，分入第五十二组。